# استفان تارکوویچ
استفان تارکوویچ (انگلیسی: Štefan Tarkovič؛ زادهٔ ۱۸ فوریهٔ ۱۹۷۳) بازیکن فوتبال اهل اسلواکی است. او هم اکنون سرمربی تیم ملی قرقیزستان است